# Конаклы (Аланья)
Конаклы́ (тур. Konaklı) — прибрежный курортный городок в районе Аланья провинции Анталья в Средиземноморском регионе Турции. 

## География
Расположен в 120 км от города Анталья и в 12 км к западу от города Аланья.

## Население
Численность населения Конаклы:
| Год  | 2013   | 2014     | 2015     | 2016     | 2017     | 2018     | 2019     | 2020     | 2021     |
| ---- | ------ | -------- | -------- | -------- | -------- | -------- | -------- | -------- | -------- |
| Чел. | 14 542 | ↗ 15 594 | ↗ 16 335 | ↘ 16 276 | ↘ 15 833 | ↗ 16 062 | ↗ 16 849 | ↗ 16 865 | ↗ 17 425 |

Население в основном занято в сельском хозяйстве и в сфере обслуживания туристов.

## Инфраструктура
В городе есть почтовое отделение, две поликлиники, два стадиона, гольф-клуб, более 30 гостиниц, парк культуры.

## Транспорт
Через Конаклы проходит шоссе Анталья — Аланья, по которому регулярно ходят автобусы и маршрутные такси («долмуш») до Аланьи.

## Достопримечательности Конаклы
- Часовая башня
- Мечеть
- Караван-сарай

## Города-побратимы
С 2008 года городом-побратимом Конаклы является немецкий город Хельмштедт.

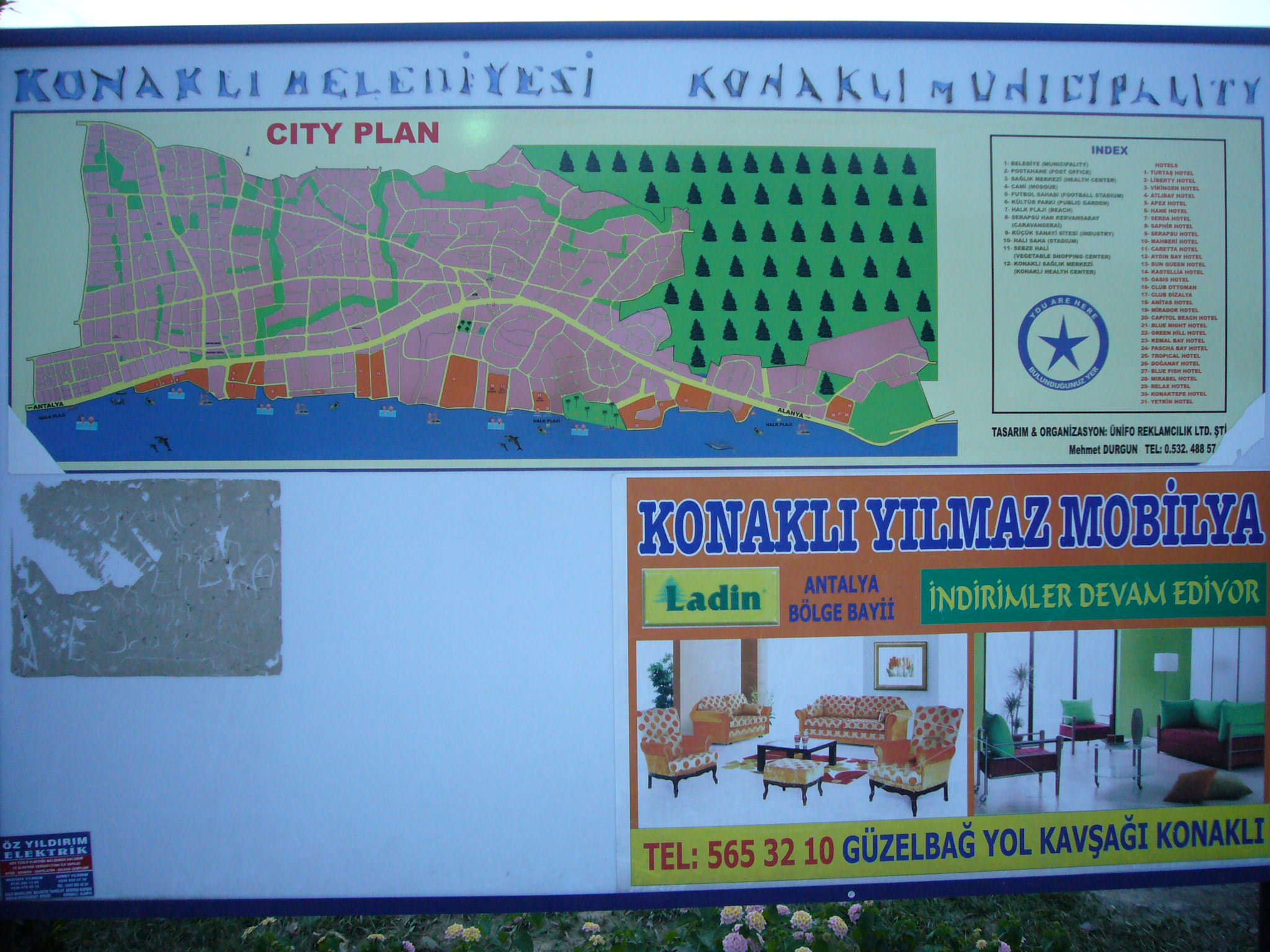
План-схема Конаклы
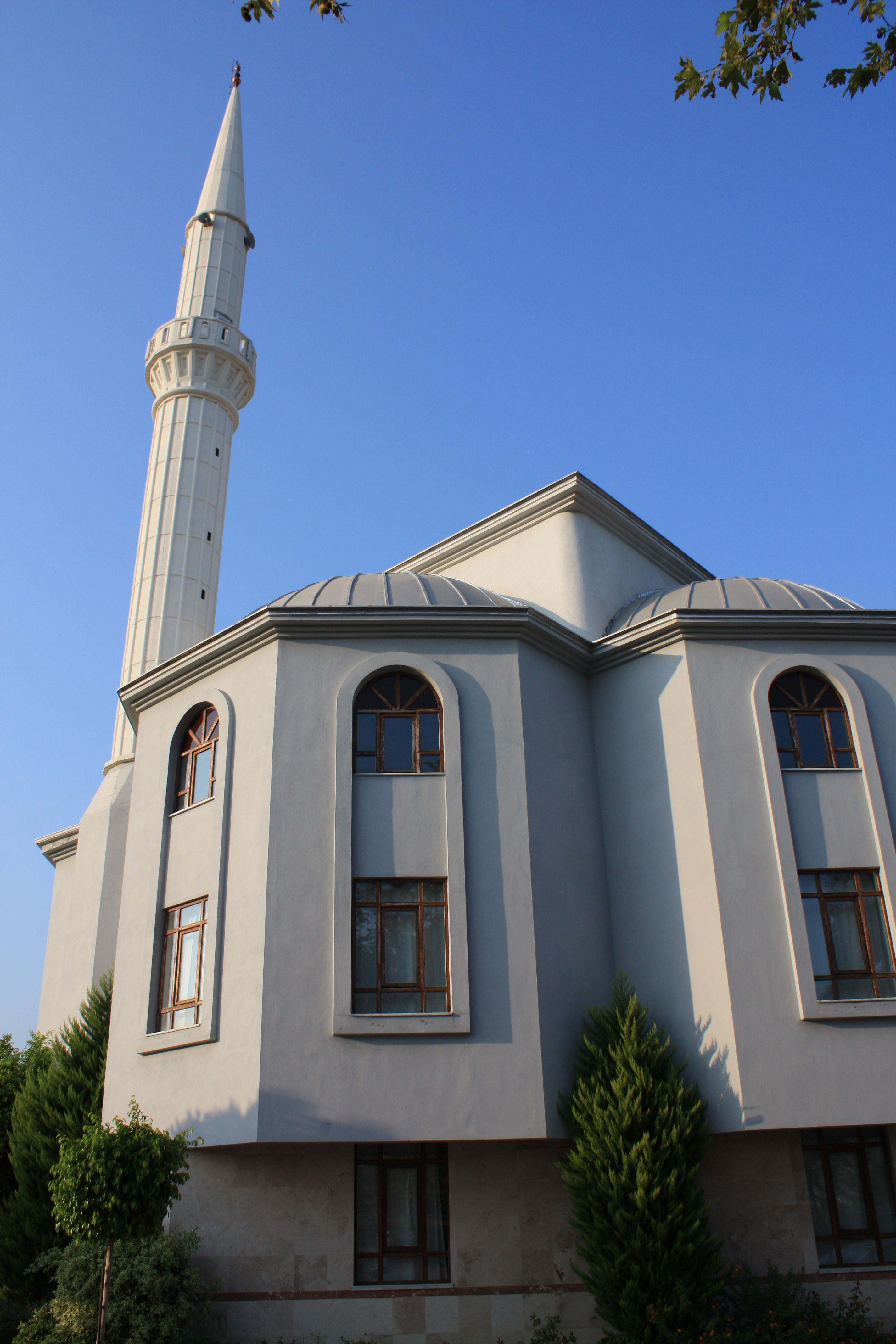
Мечеть Конаклы
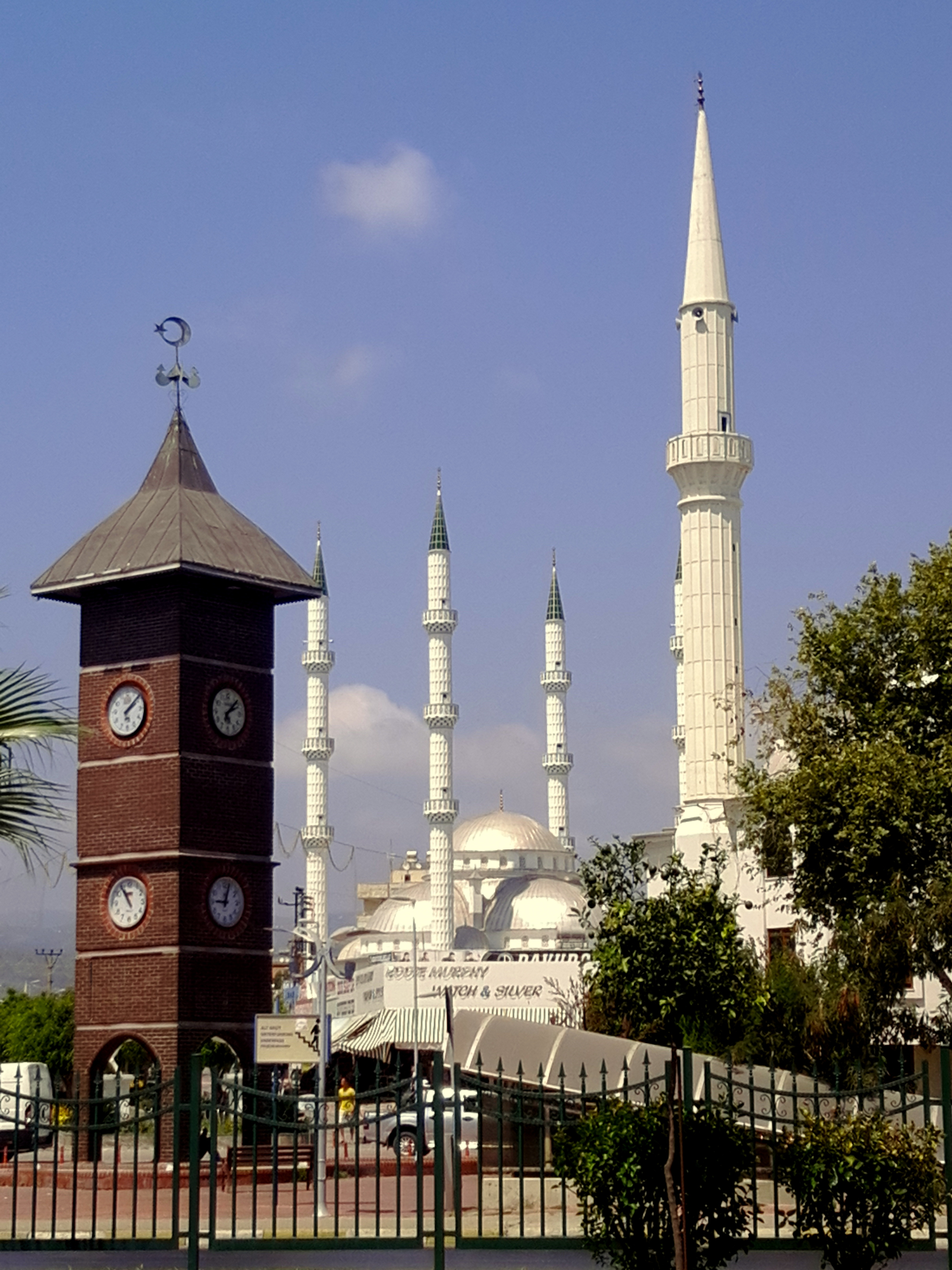
Мечеть и часовая башня в Конаклы
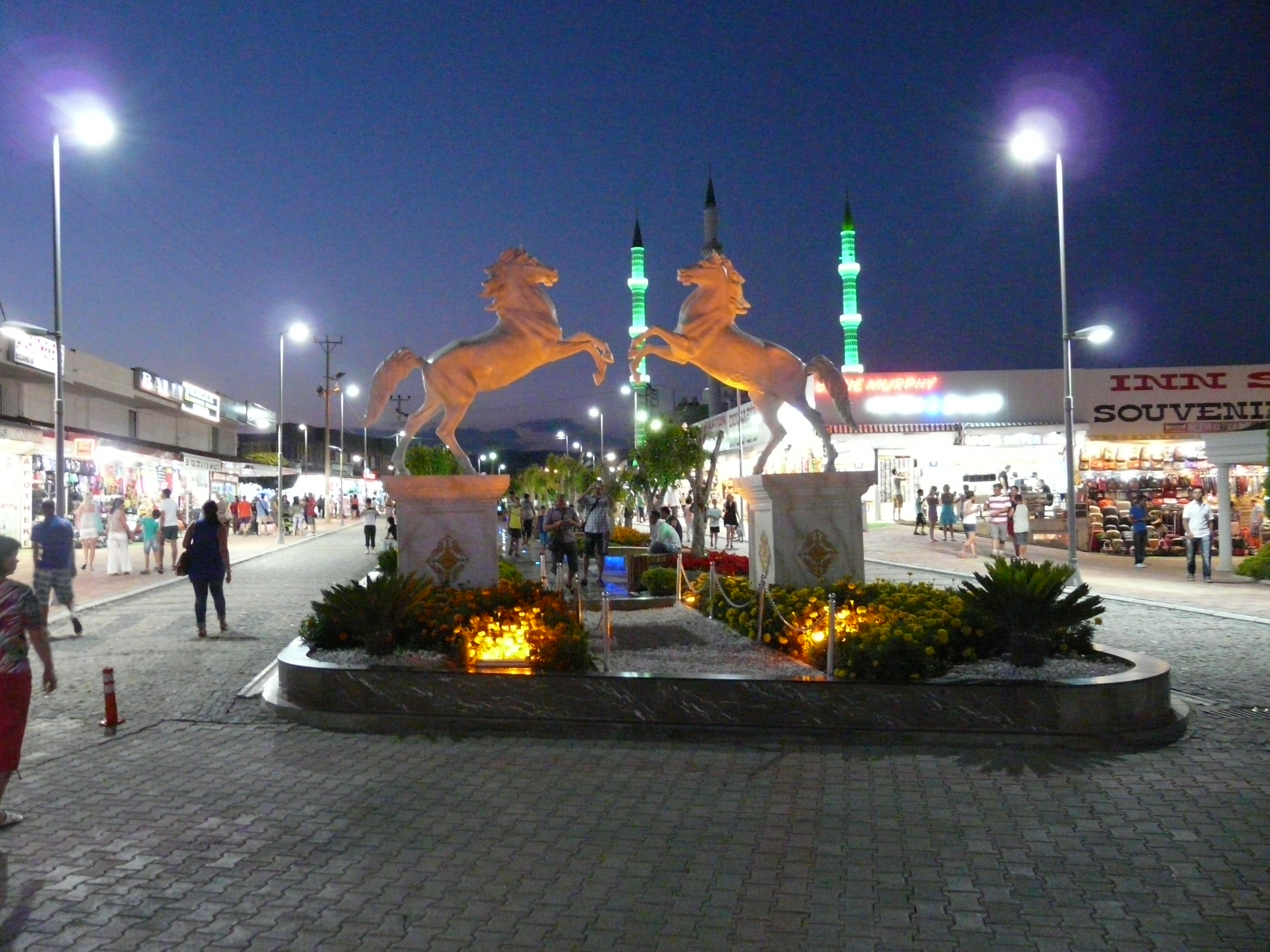
Конаклы в 2012 году
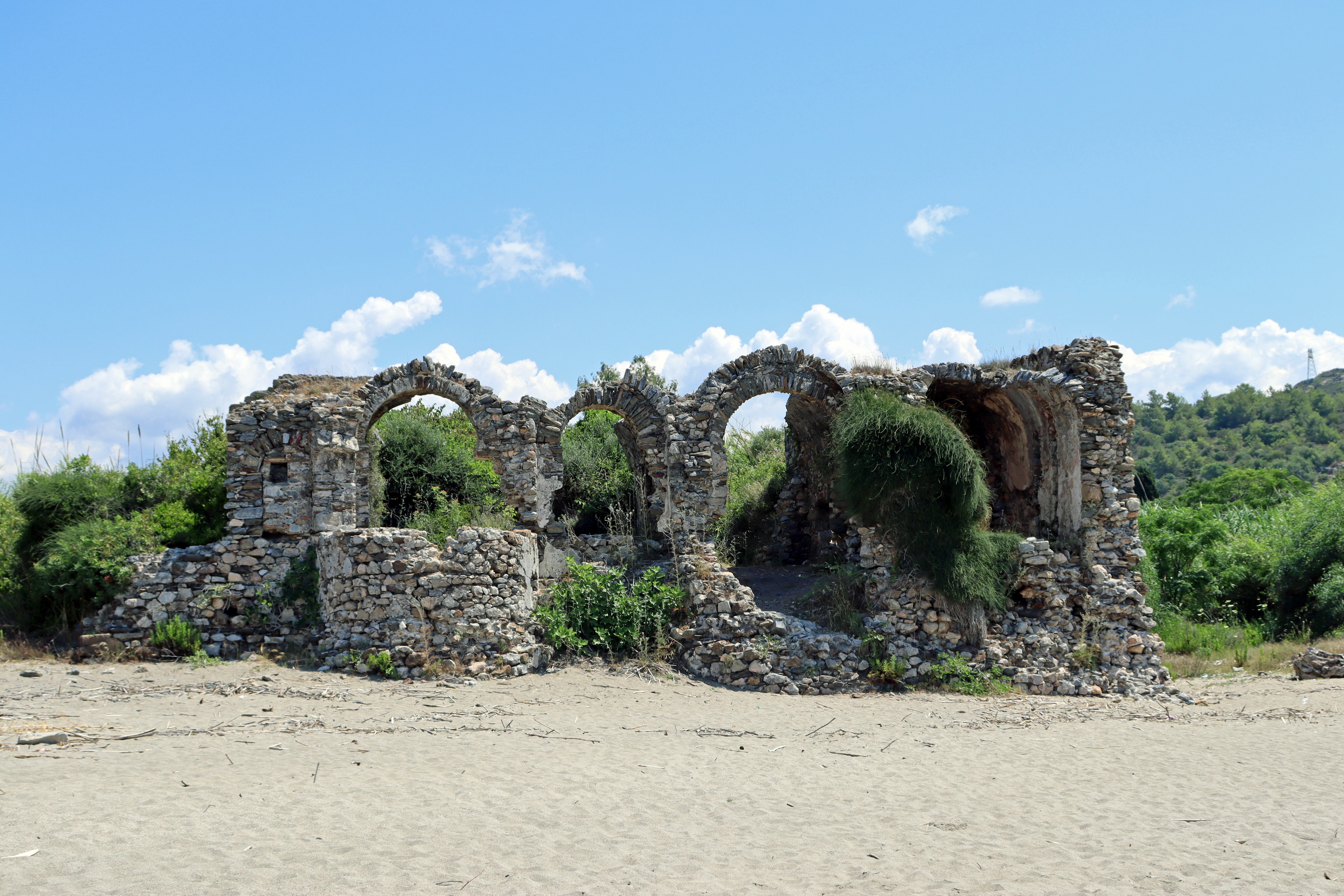
Древнеримские руины на берегу моря
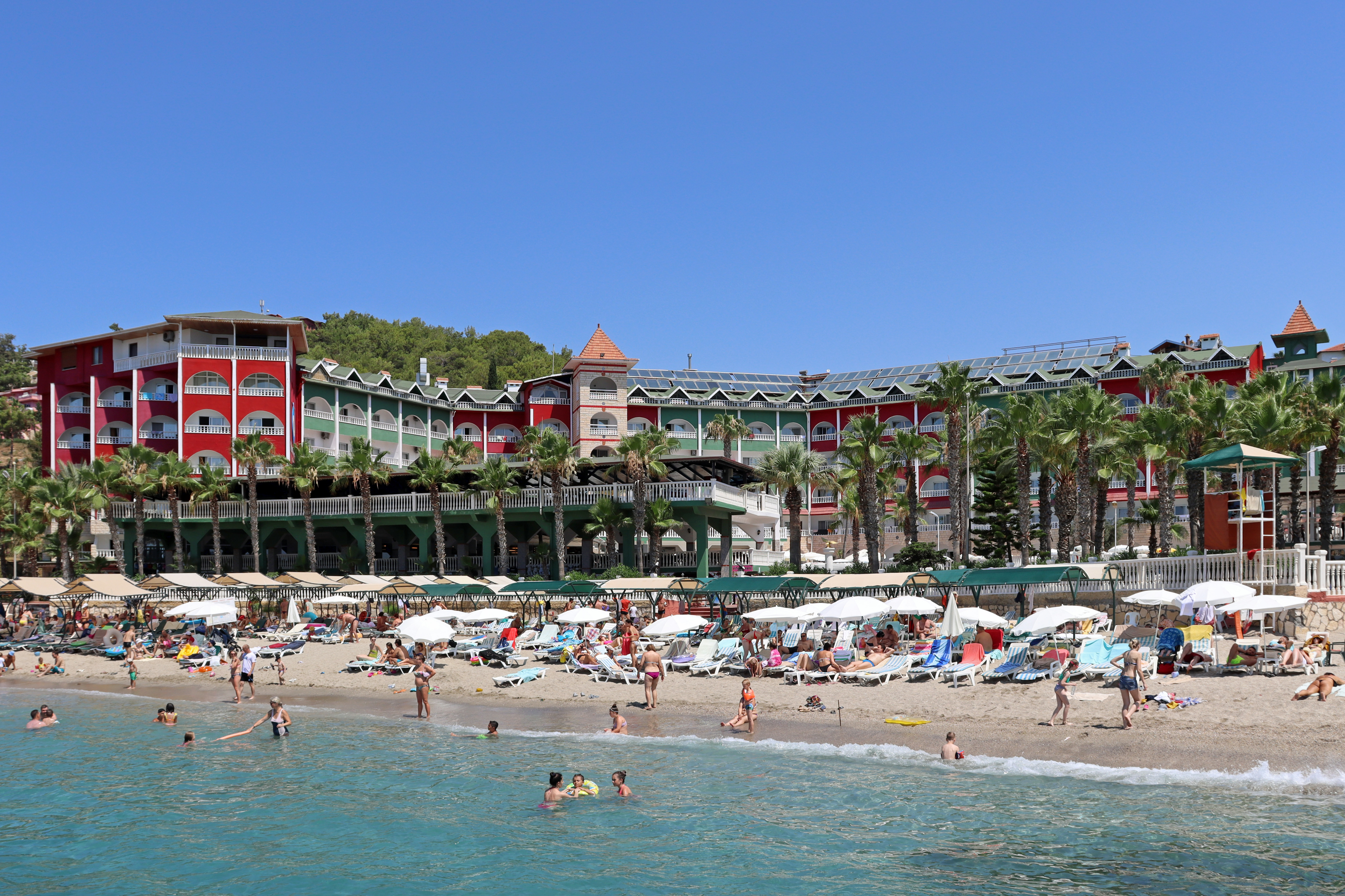
Отель «Kemal Bay» в Конаклы, 2022 год
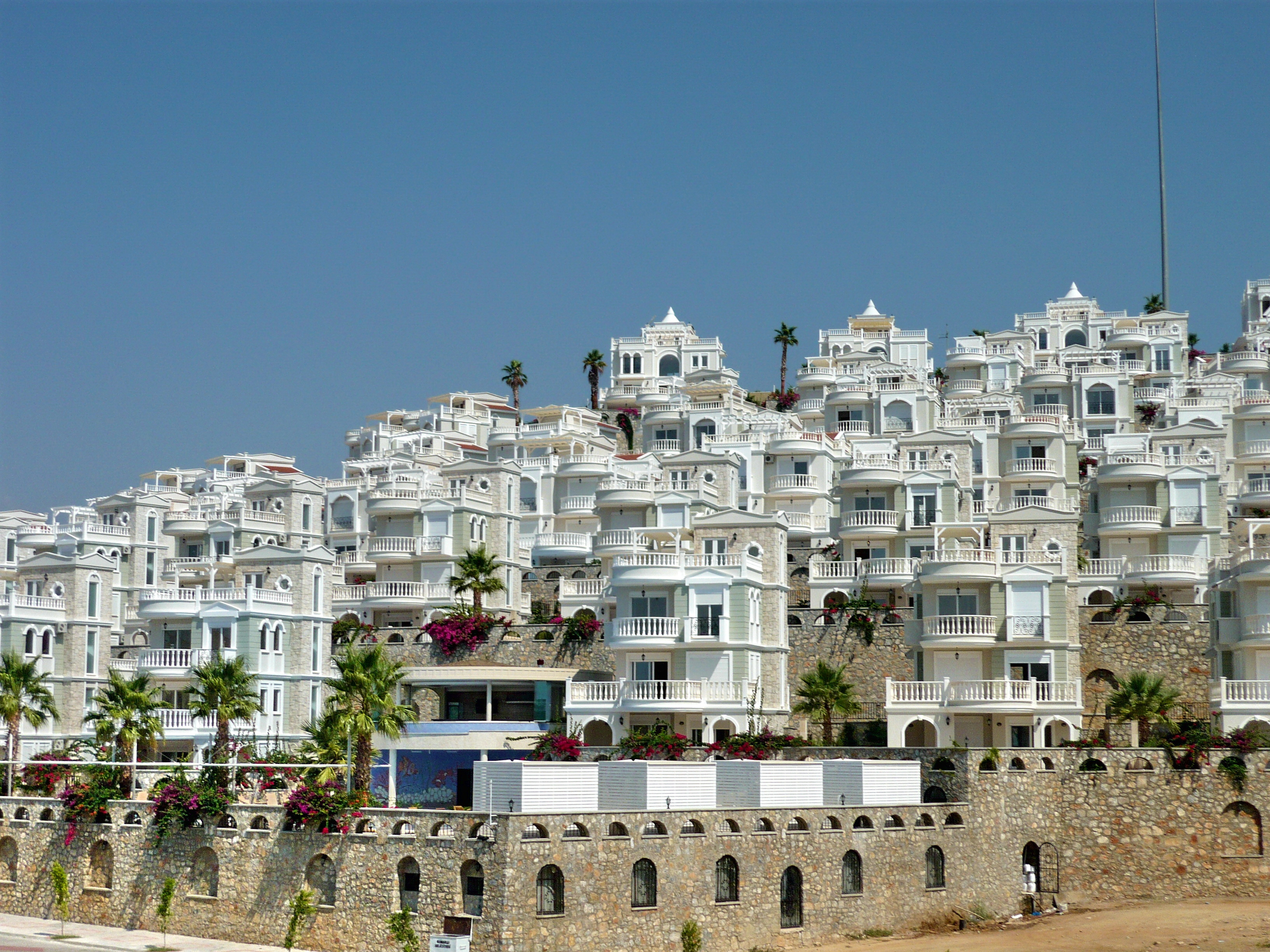
Жилой комплекс «Sharapsa Holiday Villas»
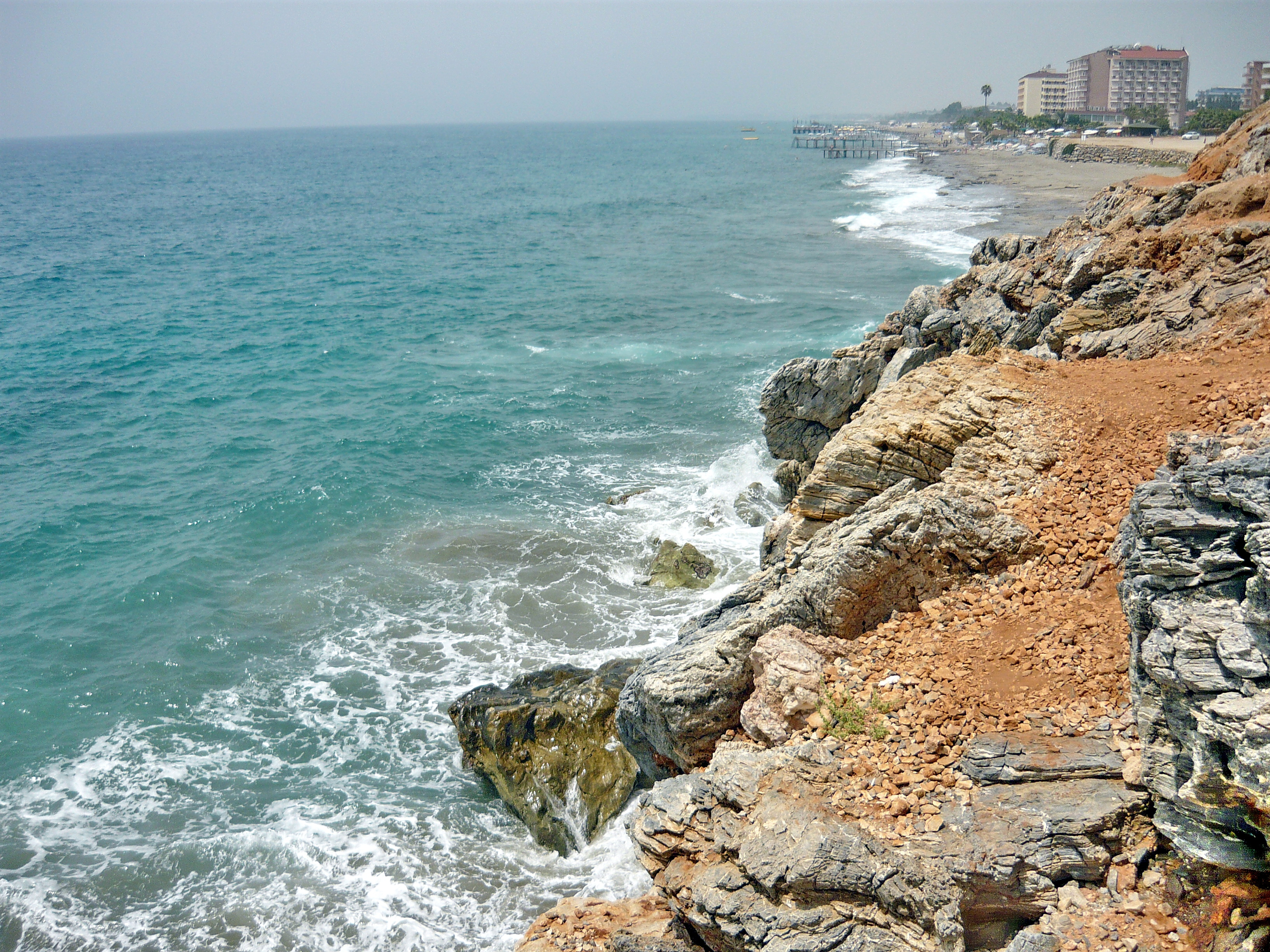
Скалистый берег в Конаклы